# Aion (banda japonesa)
AION (アイオン) é uma banda japonesa de thrash metal, power metal e speed metal, formada em 1983 pelo guitarrista IZUMI. Eles são considerados uma das cinco bandas que iniciaram o movimento japonês visual kei, em meados dos anos 80 e excursionou com grandes bandas como X Japan e Luna Sea. Eles gravaram 15 álbuns, 5 singles, 2 EP e lançaram mais de 10 VHS/DVDs.

## História
Aion foi originalmente criada em 1983 por Izumi Ochiai, mas logo ele a terminou, em 1985, para iniciar uma nova banda chamada Mein Kampf (que incluía o futuro guitarrista do X e baterista  do Kerry e Color Toshi).
Mas esta banda teve curta duração, só durou até maio de 1986. Izumi então decidi tentar novamente com o Aion, trazendo com ele o baixista Tatsuya "Dean" Miwa do Mein Kampf e vocalista Kenichi "Rod" Fujisaki, e adicionando Jun "SAB" Saburi na bateria. Rod logo seria substituído por Salee, que depois de um ano, seria, então, substituído por Satoru Sasano. E com esta formação que teve seu primeiro lançamento oficial, a 1987 single "Hang on Night". Em 1988, Satoru esquerda e Hisayoshi Hiraga unidas, o seu primeiro álbum Deathrash Limite foi lançado em 1989. Hisayoshi saiu logo após o lançamento do álbum, e eles finalmente conseguiram um vocalista firme quando ele foi substituído por novembro Em 1990, eles lançaram Human Griefman, que é basicamente o álbum anterior Deathrash Bound, a única diferença é que quem canta é Nov, que também reescreveu as letras. A assinatura de um contrato com a BMG em 1990, fez a banda ganhar seguidores na cena Visual Kei.
Foi em 1991 o ano em que eles começaram a ter sucesso, com o lançamento do Aionism. Naquela época, Aion e Luna Sea costumavam fazer vários shows juntos. Isso levou a Luna Sea fornecer alguns backing vocals no álbum. O Maior sucesso viria em 1992, quando eles mudaram das suas raízes no thrash e speed metal melódico, para o power metal estilizado. O primeiro álbum com o novo estilo, Aion -Aion-, foi muito bem recebido. Além disso, em 1992, SAB saiu e foi substituído por Shu. Revistas locais e de televisão exibiu-los de 1991 até 1995, quando seu último álbum Freak-Out foi lançado. Em 1995, a banda de desfez, embora não no sentido tradicional, pois, Nov e Izumi continuaram a lançar suas próprias músicas usando o nome de Aion, voltando ao thrash e speed metal originais.
Em 2000, Dean e Shu voltaram à banda e eles lançaram o álbum Magnitude em três versões: em japonês, inglês e todo em inglês. Embora Shu tenha logo saído, ele foi substituído com o retorno do SAB, assim, a "clássica" formação do Aion foi reunificada.
Em 2003 eles lançaram o álbum Sister. Eles continuaram a fazer shows em pequenas casas de shows, até 2009, quando SAB deixou a banda. Ele foi substituído pelo Youth-K, e em 2010 Aion lançou seu primeiro single em 16 anos "Black Heart".

## Discografia

### Álbuns de estúdio
- Deathrash Bound (1989)
- Human Griefman (1990)
- Aionism (1991)
- Aion -Aion- (愛音～AION～) (1992)
- Z (1993)
- Absolute (1994)
- Freak Out (1995)
- Mithras (1997)
- EVE (1998)
- Ceremony of Cross Out (1999)
- Judge of Death Line (1999)
- Manners of Kill and Wound (1999)
- Magnitude (2000)
- Sister (2003)

### Coletâneas
- Nine Bells (2012)

### Singles
- Hang on Night (1987)
- Gasp for Breath (1990)
- Be Afraid (1991)
- Aion -Aion- (愛音～AION～) (1992)
- Missing (1994)

### EPs
- MA-G-MA (1990)
- 聖・愛音 (Sei-Aion) (1992)

### Álbuns ao vivo
- Plasmatic Mania (1992)

## Membros

### Atuais membros
- Nov (ノブ, Nobu) - vocais 1989-presente (Paranoia, Z-Sect, Volcano, Zigoku Quartet)
- Izumi (イズミ, Izumi)- líder, guitarra 1983–1985, 1986–presente (Mein Kampf, The Braincase)
- Dean (ディーン, Din) - baixo 1986-1995, 2000-presente (Mein Kampf)
- Youth-K (ユウスケ, Yusuke) - bateria 2009-presente (Batcave, BPM 13 Groove)

### Ex-membros
- Satoru (サトル, Satoru)- vocais (1987-1989)
- Hisayoshi (ヒサヨシ) - vocais 1989 (Rosenfeld, Thread Worm)
- Sally (サリー, Sari) - vocais (1986-1987)
- Rod (ロッド, Roddo) - vocais 1986 (Mein Kampf, Justy Nasty, Craze)
- Kamizi (カミジ, Kamiji) - vocais
- Potokun - vocais
- Taro - vocais (1983)
- Ray (レイ, Rei) - baixo (1984)
- Shu (愁) (シュウ, Shu) - bateria (1992-1995, 2000)
- Hideki (ヒデキ, Hideki) - bateria (1983)
- Shin'ichi (シンイチ, Shin'ichi)- bateria
- S.A.B (Jun Saburi) (エス・エー・ビー, Esu.E.Bi) - bateria (1986-1992, 2000-2009)